# 南勢角
南勢角，是台灣新北市的一個地區，範圍在中和區南部偏東，包括今之新南里、南山里、頂南里、正南里、華南里、崇南里、景南里、內南里、壽南里、華新里、東南里、忠孝里、興南里、景本里、福南里、景文里、外南里、中興里、吉興里、復興里、和興里、橫路里、景平里、景新里、景福里及景安里。

## 周邊學區
復興國小、興南國小、景新國小、新和國小、中和國中、竹林高中、智光商工、國立臺灣科技大學華夏校區

## 歷史
台灣清治末期至日治前期，南勢角為一街庄，稱為「南勢角庄」，隸屬於擺接堡。1920年（大正九年），改制為「南勢角」大字，隸屬於台北州海山郡中和庄。當時南勢角大字下設有「頂南勢角」、「外南勢角」、「橫路鹿寮」小字名。
戰後中和庄改制為中和鄉，隸屬於臺北縣，頂南勢角劃為「頂南村」、「內南村」，外南勢角劃為「外南村」，橫路鹿寮劃為「橫路村」。1958年中和、永和分治時，南勢角地區仍分為該4村。其後中和鄉人口增加快速，於1979年1月1日改制為市，村亦改制為里。至2016年6月，南勢角地區已細分為26個里。在中和區公所官網上，其中24個里仍列於「南勢地區」，新南里、南山里2個里因地緣關係改列於「漳和地區」。

## 交通
- 台北捷運  中和新蘆線：景安站、南勢角站
- 台北捷運  環狀線：景安站

## 廟宇
- 烘爐地南山福德宮（土地公廟）